# 北広島市立大曲中学校
北広島市立大曲中学校（きたひろしましりつ おおまがりちゅうがっこう）は、北海道北広島市大曲に所在する公立中学校。

## 沿革
年表
- 1947年（昭和22年）5月31日 - 広島村立西部中学校大曲分校として、大曲小学校に併設する形で開校[2][3]。
- 1960年（昭和35年）4月1日 - 大曲分校を広島村立大曲中学校として独立[2][3]。
- 1961年（昭和36年）8月20日 - 新校舎を落成[2]。
- 1966年（昭和41年）4月1日 - 併設していた大曲小学校が分離独立[4]。
- 1968年（昭和43年）
  - 4月1日 - 校歌（作詞：横山嘯風、作曲：谷本一之[5]）を制定[2]。
  - 9月1日 - 町制施行に伴い、広島町立大曲中学校に改称[2]。
- 1969年（昭和44年）10月12日 - 体育館を落成[2]。
- 1971年（昭和46年）12月10日 - 防音新校舎が完成[2]。
- 1972年（昭和47年）1月30日 - 校旗を制定[2]。
- 1979年（昭和54年）5月10日 - 校舎増築工事完成[注 1][2]。
- 1980年（昭和55年）9月10日 - 観察池を設置[2]。
- 1985年（昭和60年）3月31日 - 校舎増改築工事完成[注 2][2]。
- 1987年（昭和62年） - 体育館を落成[1]。
- 1990年（平成2年）3月12日 - 校舎増改築工事完成[注 3][2]。
- 1991年（平成3年）8月31日 - 校舎大規模改修工事完成[注 4][2]。
- 1996年（平成8年）
  - 8月20日 - テニスコートを設置[2]。
  - 9月1日 - 市制施行に伴い、北広島市立大曲中学校に改称。
- 1997年（平成9年）8月9日 - 開校50周年記念として、泉（学校庭）を設置[2]。

## 教育目標
- 自ら考え行動する生徒[6]
- ともに学び高め合う生徒[6]
- 豊かな感性を培う生徒[6]
- 健やかな心身を育む生徒[6]

## 学校行事
学校行事は以下の通り。
- 4月 - 1学期始業式、入学式、修学旅行（3年）、標準学力テスト
- 5月 - 花壇土起こし、体育大会、花壇苗植え
- 6月 - 第1回定期テスト
- 7月 - 1学期終業式、夏季休業
- 8月 - 2学期始業式
- 9月 - 第2回定期テスト、学力テストA（3年）
- 10月 - 文化発表会、学力テストB（3年）、宿泊学習（2年）、花壇片付け、第3回定期テスト（3年）
- 11月 - 学力テストC（3年）、学力テスト（1・2年）、第3回定期テスト（1・2年）、三者懇談
- 12月 - 2学期終業式、冬季休業
- 1月 - 3学期始業式、第4回定期テスト（3年）、スキー学習（2年）
- 2月 - 学力テスト（1・2年）、スキー学習（1年）、第4回定期テスト（1・2年）
- 3月 - 卒業式、修了式、学年末休業

## 部活動
運動部
- 野球部
- サッカー部
- 陸上部
- ソフトテニス部（男子・女子）- 全国中学校ソフトテニス大会（1999年出場[2]）
- バスケットボール部（男子・女子）
- バドミントン部
- 卓球部（男子・女子）
- 剣道部

文化部
- 吹奏楽部
- 美術部
- 放送部
- 科学部

個人
- 水泳 - 全国中学校水泳競技大会（1997年出場[2]）

## 施設概要
主な施設を掲載。
- 校舎（5,364 m2） - 鉄筋コンクリート造
- 体育館（1,249 m2） - 鉄骨造平屋建て
- テニスコート
- 校庭（15,195 m2）

## 通学区域
通学区域は以下の通り。
- 大曲
- 大曲柏葉
- 大曲南ヶ丘
- 大曲中央
- 大曲工業団地
- 大曲幸町
- 仁別
- 大曲末広
- 西の里
- 大曲光
- 大曲緑ヶ丘
- 大曲並木

## 出身小学校
- 北広島市立大曲小学校[9]
- 北広島市立大曲東小学校[9]

## 交通アクセス
バス
- 北海道中央バス（大曲営業所・千歳営業所）、ジェイ・アール北海道バス（空知線）「大曲」停留所下車、徒歩約1分。